# دوايت إتش جونسون
دوايت إتش جونسون (بالإنجليزية: Dwight H. Johnson)‏ هو عسكري أمريكي، ولد في 7 مايو 1947 في ديترويت في الولايات المتحدة، وتوفي بنفس المكان في 30 أبريل 1971.